# Hans-Detlef Horn
Hans-Detlef Horn (* 21. September 1960 in Frankfurt am Main) ist ein deutscher Jurist und Professor für Öffentliches Recht am Fachbereich Rechtswissenschaften der Philipps-Universität Marburg. Von 2003 bis 2010 war er im zweiten Hauptamt Richter am Hessischen Verwaltungsgerichtshof. Er ist Vorsitzender des Hessischen Landesverbandes und Vertreter der Verbandsgruppe Marburg im Deutschen Hochschulverband. Im Rahmen eines universitären Partnerschaftsabkommens hat er auch an der Baltischen Föderalen Universität Immanuel Kant in Kaliningrad Vorlesungen und Seminare gehalten und regelmäßige Summer Law Schools geleitet (bis 2021).

## Leben
Hans-Detlef Horn studierte nach seiner Ausbildung zum Bankkaufmann Rechtswissenschaften an der Universität Bayreuth. 1989 wurde er dort über das Thema Experimentelle Gesetzgebung unter dem Grundgesetz promoviert. 1992 legte er in Bayern das Zweite Juristische Staatsexamen ab. 1998 habilitierte er sich an der Universität Bayreuth über das Thema Die grundrechtsunmittelbare Verwaltung. Zur Dogmatik des Verhältnisses zwischen Gesetz, Verwaltung und Individuum unter dem Grundgesetz. Nach einer Lehrstuhlvertretung an der Ludwig-Maximilians-Universität München lehrt er seit dem 1. Oktober 1999 an der Philipps-Universität Marburg. Vom WS 2010/11 bis SS 2014 war er zunächst Prodekan, sodann Dekan des Fachbereichs Rechtswissenschaften.
Seine Tätigkeitsschwerpunkte liegen in den Bereichen des Staats- und Verfassungsrechts sowie des Verwaltungsrechts, des Europarechts und Teilen des Völkerrechts.
Im Jahr 2019 wurde ihm die Ehrendoktorwürde der Baltischen Föderalen Immanuel-Kant-Universität verliehen. In den Jahren 2011 bis 2014 nahm er Gastprofessuren an den Universitäten Wuhan sowie Finance and Economics Nanjing wahr.
Horn war einer der Prozessvertreter im Verfahren gegen das PSPP-Staatsanleihenkaufprogramm der Europäischen Zentralbank vor dem Bundesverfassungsgericht und dem Europäischen Gerichtshof. Auch vertrat er vor dem Bundesverfassungsgericht die Verfassungsbeschwerde gegen die Zustimmung Deutschlands zur Verschuldung der Europäischen Union im Zuge des Corona-Aufbauplans „Next Generation EU“.
Horn hat drei erwachsene Kinder und ist verheiratet.

## Schriften
- Experimentelle Gesetzgebung unter dem Grundgesetz. Duncker & Humblot, Berlin 1989 (Dissertation, Universität Bayreuth, 1989).
- Die grundrechtsunmittelbare Verwaltung: Zur Dogmatik des Verhältnisses zwischen Gesetz, Verwaltung und Individuum unter dem Grundgesetz. Mohr Siebeck, Tübingen 1999 (Habilitationsschrift, Universität Bayreuth, 1998)
- Herausgeber: Recht im Pluralismus: Festschrift für Walter Schmitt Glaeser zum 70. Geburtstag. Duncker & Humblot, Berlin 2003.
- Herausgeber (mit Gilbert Gornig und Dietrich Murswiek): Eigentumsrecht und Enteignungsunrecht. Analysen und Beiträge zur Vergangenheitsbewältigung, 3 Bände. Duncker & Humblot, Berlin 2008, 2009, 2012.
- Erosion demokratischer Öffentlichkeit, in: Veröffentlichungen der Vereinigung der Deutschen Staatsrechtslehrer (VVDStRL), Band 68. De Gruyter, Berlin 2009, S. 413–449.
- Schutz der Privatsphäre, in: Josef Isensee/Paul Kirchhof (Hrsg.), Handbuch des Staatsrechts der Bundesrepublik Deutschland, 3. Auflage, Band VII. Müller, Heidelberg 2009, S. 147–206.
- Vom Staat der Demokratie: Zur Individualisierung der Volkssouveränität, nicht nur im Kontext der Europäischen Integration. Schöningh, Paderborn 2015.
- mit Christoph Degenhart, Dietrich Murswiek und Markus C. Kerber: Das Anleihenkaufprogramm APP der Europäischen Zentralbank vor dem Bundesverfassungsgericht und dem Gerichtshof der Europäischen Union – Dokumentation der Verfahrensschriftsätze. Nomos, Baden-Baden 2021.
- mit Gilbert Gornig und Martin Will: Öffentliches Recht in Hessen: Kommunalrecht, Polizei- und Ordnungsrecht, Öffentliches Baurecht. C.H. Beck, München 2018, 2. Auflage 2022.
- Das parlamentarische Regierungssystem, in: Klaus Stern/Helge Sodan/Markus Möstl (Hrsg.), Das Staatsrecht der Bundesrepublik Deutschland – im europäischen Staatenverbund, Band II. C.H. Beck, München 2022, S. 148–197.